# G.A.P 〜転居先不明郵便課〜
『G.A.P 〜転居先不明郵便課〜』（ギャップ 〜てんきょさきふめいゆうびんか〜）は、漫画・夏元雅人、原作・金子良馬による日本の漫画作品。『月刊ヤングキングアワーズGH』（少年画報社）において、2015年5月号から2016年3月号まで連載。キャッチコピーは「失われた地名を巡る人と精霊の民俗ミステリー」。現代の日本、東京をおもな舞台として主人公・間地那央人と精霊こよりが都市の謎に挑む青年向けミステリー・ホラーである。連載開始からの回数が「001、002…」とカウントされ、エピソードの話数はゼロから「第○便」となっている。

## あらすじ
高校生・間地那央人（ナオト）は非常勤講師として赴任した姫島美玖から、表に「迷い子」と書かれた手紙を渡される。中にあった「一石橋」の場所を探り当てたナオトの前に、謎の老人ロゲツが現れる。ロゲツはさらに書状を渡し、その謎を解くように告げる。それは祟り神・こよりと「精霊脚夫」に関わる立場にナオトを誘う精霊郵便の最初の一通だった──。

## 登場キャラクター
間地那央人（まぢ なおと）
ナオト。主人公。宗像高等学院に通う高校生。都市伝説探究部の部長。5歳の時、神隠しに遭い、その間の記憶と家族を失っている。
こより
ナオトに取り憑いた精霊。湯島天満宮の奇縁氷人石から出現し、ナオトへの精霊郵便を渡した（契約を交わした）。祟り神の力を持つため、存在しているだけで周囲の人間から生命力を奪ってゆく。他の精霊とは違う「高位精霊」らしい。
姫島美玖（ひめじま みく）
都市伝説探究部の顧問。宗像高等学院には非常勤講師として赴任した。江戸・東京の歴史に詳しい。こよりの祟り神効果の影響を受けず、精霊や精霊郵便についての知識も持ち、（普通には変だと思わない）ナオトの書生服も見えていた。テンビン関係者には姫島局長の娘としても知られていたが、008／第漆便ではさらに謎を深める言動をしており、その正体は不明である。

### テンビン（転居先不明郵便課）
転居先不明郵便課の略称。
露月（ロゲツ）
テンビン課長。いつも能面を被っている。美玖には翁（おきな）と呼ばれている。
宝田 宝（たからだ たから）
テンビン係長。48歳。契約精霊は「青龍（せいりゅう）」。
千代田雅美（ちよだ まさみ）
精霊脚夫。テンビン事務担当。25歳。父も精霊脚夫。叔父が父親がわりとなって育てられた。契約精霊は「宙（そら）」。「宙」の力を使って水を（氷結されるなど）自在に操ることができる。
祝田花梨（いわいだ かりん）
精霊脚夫。テンビン情報解析担当。20歳。契約精霊は「火凛（カリン）」。
サクラダ / 桜田（さくらだ）
精霊脚夫。テンビン現場主任。30歳。契約精霊は「白虎（ハク）」。
セイジ / 今寺征路（いまでら せいじ）
精霊脚夫。22歳。契約精霊は「八咫烏（ヤタガラス）」。

### 東都都市整備管理局
姫島
東都都市整備管理局局長。美玖の父。秘書と思われる女性に対してテンビンのやり方を良く思ってないことを語っている。
処理課
黒子の姿で現場に現れ、事後処理をする管理局の職員たち。宝田の「青龍」運搬にも付き添っている。

### 精霊
- テンビンメンバーの契約精霊

ヤタガラス（八咫烏）
セイジの精霊。3本の足をもつ鳥形。SD化もする。道先案内が得意らしい。
ハク（白虎）
サクラダの精霊。四神ともよばれる神獣白虎の姿と、人間の女性型もとる。サクラダのことは「お兄ちゃん」と呼ぶ。
カリン（火凛）
祝田花梨の精霊。四神ともよばれる神獣朱雀の姿と、人間の女性型もとる。テンビン職員／精霊脚夫の花梨そっくりだがサイズはミニチュア版で、花梨は「ミニ・カリン」とも呼んでいる。花梨よりも口が悪く、人当りもきつい。
そら（宙）
千代田雅美の精霊。四神ともよばれる神獣玄武の姿をとり、実体化する時も一見ペットのカメに見間違える姿になる。年寄りでよく眠る。
青龍
宝田宝の精霊。巨大な刀の形をしており、専用車両によって運搬される。宝田が振るうことで四神ともよばれる神獣青龍の姿が現れる。
コノシロ
太田道灌の前に吉兆として現れた魚コノシロ。東都（江戸、東京）繁栄を約束・契約した精霊。

### 「都市伝説探究部」の部員
宗像高等学院の部活メンバー。
綾部麻依（あやべ まい）
愛称「あーちゃん」。
井上稚奈（いのうえ ちな）
愛称「いのっち」。
和気俊彦（わけ としひこ）
愛称「トシ」。
河相瞬（かわそう しゅん）
愛称は「カワシュン」。
久保風吾（くぼ ふうご）
愛称「ふーご」。

### その他
不入斗（イリヤマズ）
少年の姿で現れるが、人間とも、実体化した精霊とも違う「何か」といわれる存在。ナオトやロゲツとも因縁があるらしい様子。その目的を千代田に尋ねられ「再びこの地を炎で浄化する」ためと答えている。
間地尚江（まぢ なおえ）
ナオトの同居人。ナオトには「バアちゃん」と呼ばれている。

## 用語
G.A.P（ギャップ）
作品タイトル。タイトルロゴに「Gone Away Post service（転居先不明郵便課）」と添えられている。また狭間（※後述）のこともギャップと呼んでいる。
精霊
こよりやハク、カリン、ヤタガラス、そら（宙）、青龍など。実体化しても「（精霊脚夫以外の）人間には異質なモノとして自己解釈で納得してしまう」ため、注目を集めたり騒ぎになることもない。実は世の中にはウヨウヨ存在しているらしい。
精霊郵便（せいれいゆうびん）
名前や住む場所を失った精霊に届ける郵便。テンビンがその管理・配達を任されている。郵便はある特定の時間にのみ、テンビン地下の蔵に安置された葛籠（つづら）の中に出現し、その番号と担当の精霊脚夫は地下から湧き出でる水の流れが指定する。その宛先はいつも謎めいている。葛籠に袋が現れ、指定の場所に荷を取りに行く“集配”もある。
精霊脚夫（せいれいきゃくふ）
古より精霊郵便の配達を担ってきた人間たち。江戸幕府の伝馬役とも関係があるらしい。
精霊物（せいれいぶつ）
こよりの浴衣、サクラダが着ているテンビンの制服などを構成している素材。精霊と同じ特性をもっているため、ナオトが書生姿で過ごしても、街中で暴れる精霊に銃撃しても不審がられることはない。
精霊放送（せいれいほうそう）
東都都市整備管理局があらゆるメディアに向けて送信する放送。（精霊がからむ様な）説明がつかない事件もこの放送が流れると、適当な理由がつけられた何でもない事故ということで世間は納得してしまうらしい。
狭間（はざま）
精霊による極地汚染によって出現する異空間への入り口。セイジによれば「精霊脚夫の裏ワザ的な配送方法（通り道）」に使われ、ロゲツによれば「時間も空間も超越した世界」らしい。東都都市整備管理局ではギャップと呼んでいる。また精霊カリン（火凛）は狭間の力を、石像を正しい位置に自己修復させる事にも利用していた。
テンビン
正式名称「東都都市整備管理局転居先不明郵便課」。ロゲツを長として精霊郵便の配達を任務とする精霊脚夫の集団。その部屋の地下深くには湖があり、精霊郵便が（特定の日時にのみ葛籠に）出現する蔵がある。。
東都都市整備管理局（とうととしせいびかんりきょく）
テンビンの上部組織。超近代的設備で東京の精霊（の異常）を監視。テンビンの精霊郵便を旧態依然としたやり方とみなしている。局長は美玖の父。ビル内部には医療施設もある。
玉依札（たまよりのふだ）
こよりが着けているヘアバンド。こよりの祟り神の力を抑えることができるが常に消耗するため替えが必要。テンビンからしか配給されないのでナオトはこれを得るために精霊脚夫を続けざるを得ない。
護り玉
姫島美玖が001／第零便で登場した時から下げていた勾玉型のペンダント。何らかの（精霊的なものに対する）防護効果があるようだが、花火大会を襲った「災厄の風」によって砕けていたことが008／第漆便で明らかとなっている。
迷い子の文
001／第零便でナオト（間地那央人）に渡した手紙を姫島美玖はこう呼んでいた。表には「迷い子」、中には「一石橋」と書かれている。
目覚めの文
イリヤマズがこよりの小指に施したもの。これによって一時的に、こよりは話すことができるようになった。
燃える振袖
イリヤマズが千代田に配達させた精霊郵便。こよりの身体に取り込まれている。
魂込め（たまごめ）
サクラダが精霊ハクに頼んだ、拳銃に力をこめる仕草。精霊に有効な打撃を与えるために必要らしい。
宗像高等学院
ナオトたちが通う学校。
都市伝説探究部（としでんせつたんきゅうぶ）
宗像高等学院の部活動。ナオトが部長、顧問を姫島美玖が務める。

## 単行本
- 漫画：夏元雅人・原作：金子良馬 『G.A.P 〜転居先不明郵便課〜』少年画報社〈ヤングキングコミックス〉、全2巻
  1. 2015年8月29日発売、ISBN 978-4-7859-5617-2
  2. 2016年2月29日発売、ISBN 978-4-7859-5728-5